# 存在の耐えられない軽さ
『存在の耐えられない軽さ』（そんざいのたえられないかるさ、チェコ語: Nesnesitelná lehkost bytí, フランス語: l'Insoutenable légèreté de l'être ）は、チェコ出身でフランスに亡命した作家ミラン・クンデラが1984年に発表した小説。
冷戦下のチェコスロヴァキアを舞台に、1968年に起こったプラハの春を題材にした恋愛小説である。1982年にチェコ語で執筆され、1984年にフランス語に翻訳したものがフランスで発表され、世界的なベストセラーとなった。原著であるチェコ語初版は1985年にカナダで刊行され、第2版は2006年にチェコで刊行された。フィリップ・カウフマン監督によって1987年に映画化された。

## 翻訳書誌
- ミラン・クンデラ 著、千野栄一 訳「存在の耐えられない軽さ」『集英社ギャラリー〈世界の文学〉 12』 ドイツ 3・中欧・東欧・イタリア、集英社、1989年12月。ISBN 978-4-08-129012-3。
  - ミラン・クンデラ 著、千野栄一 訳『存在の耐えられない軽さ』集英社、1993年9月。ISBN 978-4-08-773177-4。
  - ミラン・クンデラ 著、千野栄一 訳『存在の耐えられない軽さ』集英社文庫、1998年11月。ISBN 978-4-08-760351-4。
- クンデラ 著、西永良成 訳『存在の耐えられない軽さ』 池沢夏樹=個人編集「世界文学全集 1-03」、河出書房新社、2008年2月。ISBN 978-4-309-70943-7。

## 映画
- 製作 - 1987年　ワーナー・ホーム・ビデオ
- 出演 - ダニエル・デイ・ルイス、ジュリエット・ビノシュ、レナ・オリン
- 監督 - フィリップ・カウフマン
- 製作者 - ソウル・ゼインツ